# Volta a Burgos
|  | Aquest article és sobre la competició masculina. Per a la competició masculina, vegeu Volta a Burgos femenina |

La Volta a Burgos (en castellà, Vuelta a Burgos) és una competició ciclista per etapes que es disputa a la província de Burgos durant el mes d'agost.
Les dues primeres edicions daten de la dècada de 1940, però no fou fins als anys 80 en què la carrera es va estabilitzar, primer com a competició oberta entre 1981 i 1986, i més tard com a cursa professional, a partir de 1987. A partir de 2005 entra a formar part del sistema ProTour, sent qualificada de categoria 2.H.C.
En no formar part de l'UCI ProTour la qualitat dels participants s'ha reduït els darrers anys, passant a ser quasi exclusivament espanyola. Això també ha suposat una reducció de les aportacions econòmiques dels patrocinadors, cosa que ha fet que l'edició del 2008 estigués a punt de no celebrar-se i que la del 2009 estigui a l'aire.
La cursa se sol decidir en l'ascensió a les Lagunas de Neila (port de categoria especial) i el final de la cursa és a Burgos.
El primer vencedor fou el mallorquí Bernat Capó. Amb quatre victòries Marino Lejarreta n'és el ciclista amb més victòries.

## Palmarès
| Any                    | Vencedor                        | Segon                           | Tercer                       |
| ---------------------- | ------------------------------- | ------------------------------- | ---------------------------- |
| 1946                   | Bernat Capó Plomer              | Senén Mesa Fernández            | Victorio Ruiz García         |
| 1947                   | Bernardo Ruiz i Navarrete       | Manuel Rodríguez Barros         | Bernat Capó Plomer           |
| 1948-1980 no disputada |                                 |                                 |                              |
| 1981                   | Faustino Rupérez Rincón         | Eulalio García Pereda           | José Enrique Cima Prado      |
| 1982                   | Josep Lluís Laguía i Martínez   | Ángel Ocaña Pérez               | José Luis Navarro Martínez   |
| 1983                   | Ángel de las Heras Díaz         | Felipe Yáñez de la Torre        | Eduardo Chozas Olmo          |
| 1984                   | Federico Etxabe Musatadi        | Faustino Rupérez Rincón         | Celestí Prieto Rodríguez     |
| 1985                   | Josep Recio Ariza               | Raimund Dietzen                 | Celestí Prieto Rodríguez     |
| 1986                   | Marino Lejarreta Arrizabalaga   | Iñaki Gastón Crespo             | Anselmo Fuerte Abelenda      |
| 1987                   | Marino Lejarreta Arrizabalaga   | Ángel Arroyo Lanchas            | Francisco Antequera Alabau   |
| 1988                   | Marino Lejarreta Arrizabalaga   | Enrique Alberto Aja Cagigas     | Laudelino Cubino González    |
| 1989                   | Francisco Antequera Alabau      | Pedro Muñoz                     | Peio Ruiz Cabestany          |
| 1990                   | Marino Lejarreta Arrizabalaga   | Miguel Ángel Martínez Torres    | Miguel Indurain Larraya      |
| 1991                   | Pedro Delgado                   | Gianni Bugno                    | Martín Farfán Pulido         |
| 1992                   | Alex Zülle                      | Raúl Alcalá Gallegos            | Federico Etxabe Musatadi     |
| 1993                   | Laudelino Cubino González       | Raúl Alcalá Gallegos            | Laurent Dufaux               |
| 1994                   | Armand de Las Cuevas            | Laudelino Cubino González       | Jim Van De Laer              |
| 1995                   | Laurent Dufaux                  | Stefano Della Santa             | Gabriele Colombo             |
| 1996                   | Tony Rominger                   | Miguel Indurain Larraya         | Íñigo Cuesta López de Castro |
| 1997                   | Laurent Jalabert                | Abraham Olano Manzano           | Fernando Escartín Coti       |
| 1998                   | Abraham Olano Manzano           | Leonardo Piepoli                | Ángel Luis Casero Moreno     |
| 1999                   | Abraham Olano Manzano           | Dario Frigo                     | Laurent Dufaux               |
| 2000                   | Leonardo Piepoli                | Óscar Sevilla Rivera            | Pascal Hervé                 |
| 2001                   | Juan Miguel Mercado Martín      | José Luis Rubiera Vigil         | Eladio Jiménez Sánchez       |
| 2002                   | Francisco Mancebo Pérez         | José Luis Rubiera Vigil         | Mikel Zarrabeitia Uranga     |
| 2003                   | Pablo Lastras García            | Óscar Pereiro Sio               | Carlos García Quesada        |
| 2004                   | Alejandro Valverde Belmonte     | Denís Ménxov                    | Leonardo Piepoli             |
| 2005                   | Juan Carlos Domínguez Domínguez | Joaquim Rodríguez i Oliver      | Carlos Castaño Panadero      |
| 2006                   | Iban Mayo Díez                  | José Antonio Pecharromán Fabián | Daniel Moreno Fernández      |
| 2007                   | Juan Mauricio Soler Hernández   | Alejandro Valverde Belmonte     | Carlos Castaño Panadero      |
| 2008                   | Xabier Zandio Echaide           | Iñigo Landaluze Intxaurraga     | Walter Pedraza Morales       |
| 2009                   | Alejandro Valverde Belmonte     | Xavier Tondo i Volpini          | Tom Danielson                |
| 2010                   | Samuel Sánchez González         | Ezequiel Mosquera Míguez        | Vincenzo Nibali              |
| 2011                   | Joaquim Rodríguez i Oliver      | Daniel Moreno Fernández         | Juan José Cobo Acebo         |
| 2012                   | Daniel Moreno Fernández         | Sergio Henao Montoya            | Esteban Chaves Rubio         |
| 2013                   | Nairo Quintana Rojas            | David Arroyo Durán              | Vincenzo Nibali              |
| 2014                   | Nairo Quintana Rojas            | Daniel Moreno Fernández         | Janez Brajkovič              |
| 2015                   | Rein Taaramäe                   | Michele Scarponi                | Daniel Moreno Fernández      |
| 2016                   | Alberto Contador Velasco        | Ben Hermans                     | Sergio Pardilla Bellón       |
| 2017                   | Mikel Landa Meana               | Enric Mas Nicolau               | David de la Cruz Melgarejo   |
| 2018                   | Iván Ramiro Sosa Cuervo         | Miguel Ángel López Moreno       | David de la Cruz Melgarejo   |
| 2019                   | Iván Ramiro Sosa Cuervo         | Óscar Rodríguez Garaicoechea    | Richard Carapaz Montenegro   |
| 2020                   | Remco Evenepoel                 | Mikel Landa Meana               | João Almeida                 |
| 2021                   | Mikel Landa Meana               | Fabio Aru                       | Mark Padun                   |
| 2022                   | Pàvel Sivakov                   | João Almeida                    | Carlos Rodríguez Cano        |
| 2023                   | Primož Roglič                   | Aleksandr Vlàssov               | Adam Yates                   |
| 2024                   | Sepp Kuss                       | Max Poole                       | Finn Fisher-Black            |